# Bruce Bromberg
Bruce Bromberg (* 31. Oktober 1941 in Chicago, Illinois, USA; † 27. Dezember 2021) war ein US-amerikanischer Produzent von Blues- und Rootsmusik. Daneben war er auch als Songwriter tätig.

## Biografie
Geboren in Chicago, aufgewachsen in Park Forest (Illinois), zog Bromberg 1958 mit seiner Familie nach Los Angeles und begann, für verschiedene Musiklabel zu arbeiten. Seit den späten 1960er Jahren war er für die Produktion von Alben von Lightnin’ Hopkins, Phillip Walker, Lonesome Sundown, Ted Hawkins, Robert Cray und zahlreichen anderen Musikern verantwortlich und betreute auch viele Neuauflagen von Archivmaterial. 1983 gründete er mit Larry Sloven HighTone Records und war ab den frühen 1980er Jahren insbesondere mit Crays Alben erfolgreich. Das Label wurde 2008 verkauft. Bruce Bromberg starb am 27. Dezember 2021 nach langer Krankheit.

## Auszeichnungen
- 2006: Keeping the Blues Alive Award der Blues Foundation[1][2]
- 2011: Aufnahme in die Blues Hall of Fame[1]
- 2011: Lifetime Achievement Award der Americana Music Association[1][4]